# Italo Gismondi
Italo Gismondi (Roma, 12 de agosto de 1887 - Roma, 2 de dezembro de 1974) foi um arqueólogo italiano. 

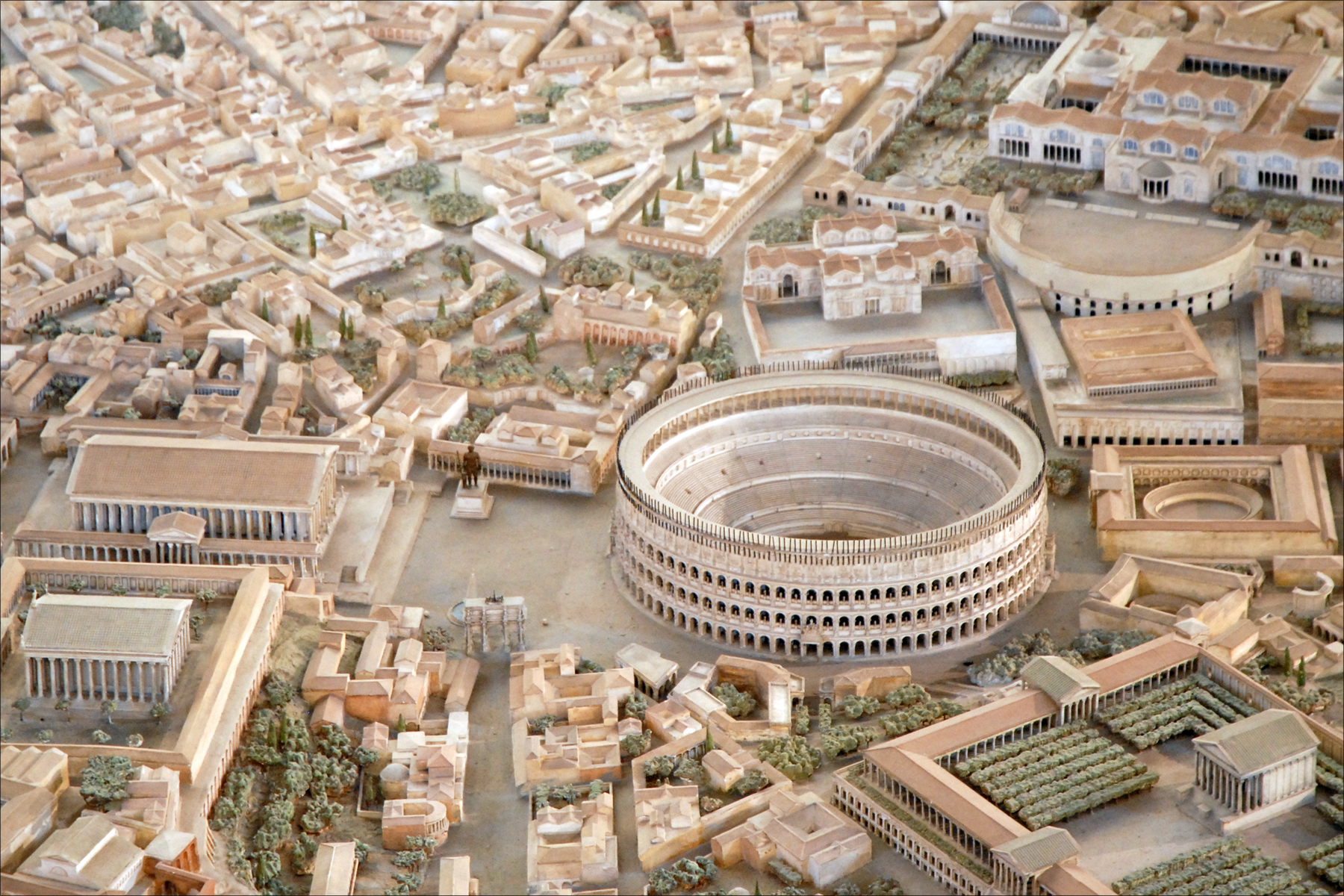
O modelo de Roma de Gismondi na época de Constantino

Ele ingressou na Amministrazione delle Antichità e Belle Arti em 1910 e foi nomeado diretor das escavações de Ostia, onde permaneceu por 44 anos. De 1919 a 1938, ele também serviu como superintendente de antiguidades da cidade de Roma. 
Ostia foi o foco principal do trabalho de Gismondi e ele fez contribuições fundamentais para o seu estudo. Gismondi estava particularmente interessado nos aspectos arquitetônicos do edifício antigo.
Arquiteto treinado, ele realizou vários projetos, incluindo um plano dos fóruns imperiais em Roma em 1933; a restauração da parte noroeste dos banhos de Diocleciano (1927) e também trabalhou no planetário do mesmo complexo. 
Entre 1935 e 1971, Gismondi trabalhou para executar o famoso modelo de Roma (Il Plastico di Roma Imperiale),  exposto no Museo della Civiltà Romana, na capital italiana. O modelo, construído em uma escala de 1: 250, pretende representar a cidade de Roma na época do imperador Constantino (século IV d.C.), e foi encomendado por Benito Mussolini para comemorar o nascimento do primeiro imperador de Roma, Otávio Augusto. A maquete transformou-se em referência sobre a Roma Antiga, e foi usada por Ridley Scott durante as filmagens de Gladiador (2000).
Em outros lugares da Itália, Gismondi trabalhou com a Soprintendenza alle Antichità degli Abruzzi e Molise, em Abruzzo e Molise, na Soprintendenza da Úmbria e na Soprintendenza para escavações no leste da Sicília. Ele também realizou trabalhos arqueológicos na Líbia, Cirene e Tripolitânia.